# The Red Road
The Red Road ist eine US-amerikanische Fernsehserie, die vom 27. Februar 2014 bis zum 7. Mai 2015 auf dem US-amerikanischen Fernsehsender SundanceTV ausgestrahlt wurde. Sie war neben Rectify die zweite eigene Fernsehserie von SundanceTV. Nach zwei Staffeln, welche jeweils aus 6 Folgen bestehen, wurde von SundanceTV beschlossen, dass keine dritte Staffel bestellt wird. Die Hauptrollen der Serie wurden von Martin Henderson und Jason Momoa gespielt.

## Besetzung
| Schauspieler       | Figur               | Synchronsprecher    |
| ------------------ | ------------------- | ------------------- |
| Martin Henderson   | Harold Jensen       | Dennis Schmidt-Foß  |
| Jason Momoa        | Phillip Kopus       | Oliver Mink         |
| Julianne Nicholson | Jean Jensen         | Claudia Lössl       |
| Allie Gonino       | Rachel Jensen       | Katharina Iacobescu |
| Tamara Tunie       | Marie Van Der Veen  | Kathrin Simon       |
| Kiowa Gordon       | Junior Van Der Veen | Patrick Roche       |
| Annalise Basso     | Kate Jensen         |                     |
| Tom Sizemore       | Jack Kopus          | Ekkehardt Belle     |
| Lisa Bonet         | Sky Van Der Veen    | Elisabeth von Koch  |
| Zahn McClarnon     | Mike Parker         | Ole Pfennig         |

## Handlung
Sheriff Harold Jensen lebt gemeinsam mit seiner Familie in seiner Heimatstadt Walpole in der Nähe von New York City, als eine Studentin der New York University in den Wäldern der Ramapo Mountains nahe einer mit der Kleinstadt verfeindeten Siedlung der Lenape-Indianer vermisst gemeldet wird. Während Harold darum bemüht ist, den Familiensegen mit seiner psychisch labilen Ehefrau Jean zu bewahren, kehrt ein gefährlicher Stammesangehöriger, Phillip Kopus, aus dem Gefängnis zurück. Dieser ist Jeans Exfreund, der von ihr bezichtigt wird, im High-School-Alter Hilfeleistung für ihren ertrinkenden Bruder unterlassen zu haben. Die Tochter des Paars, Rachel, verabredet sich unterdessen mit Kopus' Halbbruder Junior. Als Jean auf der Suche nach Rachel in den Ramapo Mountains ein Stammesmitglied anfährt und flieht, versucht Harold dies zu vertuschen. Kopus nutzt diese Gelegenheit, um Harold zu erpressen, damit er ein Auge zudrückt, während dieser einen illegalen Drogenhandel aufbaut. Daraufhin verstrickt sich die Geschichte der Familie zunehmend mit der der Stammesmitglieder, und Harold und Kopus müssen sich gegenüber den Behörden verantworten.

## Hintergrund
Die Handlung der Serie basiert auf der Geschichte der Ramapough Mountain Indians in der Nähe der Ringwood Mines Landfill Site, einer Deponie in New Jersey, wo in den späten 60er- bis in die frühen 70er-Jahre giftige Abfälle des Automobilherstellers Ford aus dem nahe gelegenen Mahwah-Ford-Werk deponiert wurden.
Der ursprüngliche Arbeitstitel für die Serie war The Descendants. Die Produktion beider Staffeln fand in den Jahren 2013 und 2014 in Atlanta im US-Bundesstaat Georgia statt. Die deutsche Synchronisation der Serie wurde bei der SDI Media Germany GmbH, München vorgenommen.

## Episodenliste

### Staffel 1
| Nr. (ges.) | Nr. (St.) | Deutscher Titel | Originaltitel                       | Erstausstrahlung USA | Deutschsprachige Erstausstrahlung (D) | Regie              | Drehbuch          |
| ---------- | --------- | --------------- | ----------------------------------- | -------------------- | ------------------------------------- | ------------------ | ----------------- |
| 1          | 1         | —               | Arise My Love, Shake Off This Dream | 27. Feb. 2014        | —                                     | James Gray         | Aaron Guzikowski  |
| 2          | 2         | —               | The Wolf and the Dog                | 6. März 2014         | —                                     | James Michael Muro | Aaron Guzikowski  |
| 3          | 3         | —               | The Woman Who Fell from the Sky     | 13. März 2014        | —                                     | James Michael Muro | Bridget Carpenter |
| 4          | 4         | —               | The Bad Weapons                     | 20. März 2014        | —                                     | Lodge Kerrigan     | Zack Whedon       |
| 5          | 5         | —               | The Great Snake Battle              | 27. März 2014        | —                                     | Lodge Kerrigan     | Aaron Guzikowski  |
| 6          | 6         | —               | Snaring of the Sun                  | 3. Apr. 2014         | —                                     | Terry McDonough    | Aaron Guzikowski  |

### Staffel 2
| Nr. (ges.) | Nr. (St.) | Deutscher Titel | Originaltitel | Erstausstrahlung USA | Deutschsprachige Erstausstrahlung (D) | Regie           | Drehbuch         |
| ---------- | --------- | --------------- | ------------- | -------------------- | ------------------------------------- | --------------- | ---------------- |
| 7          | 1         | —               | Gifts         | 2. Apr. 2015         | —                                     | Randall Einhorn | Aaron Guzikowski |
| 8          | 2         | —               | Graves        | 9. Apr. 2015         | —                                     | Randall Einhorn | Patricia Breen   |
| 9          | 3         | —               | Intruders     | 16. Apr. 2015        | —                                     | Jeremy Webb     | Aaron Guzikowski |
| 10         | 4         | —               | A Cure        | 23. Apr. 2015        | —                                     | Jeremy Webb     | Patricia Breen   |
| 11         | 5         | —               | The Hatching  | 30. Apr. 2015        | —                                     | Randall Einhorn | Aaron Guzikowski |
| 12         | 6         | —               | Shadow Walker | 7. Mai 2015          | —                                     | Randall Einhorn | Aaron Guzikowski |

## Rezeption
The Red Road erhielt überwiegend positive Kritiken. Auf Metacritic erhielt die Serie die Bewertung "generally favorable" ("generell positiv") mit 66 von 100 Punkten, basierend auf 26 Kritiken. Die Durchschnittsbewertung der Kritiken von Rotten Tomatoes für die erste Staffel liegt bei 67 % auf der Basis von 26 Rezensionen. Der Konsens liest: „The Red Road suffers from uneven writing, but its talented cast and creepy story hint at undeveloped promise.“ („The Red Road leidet unter ungleichmäßigem Drehbuch, aber die talentierte Besetzung und die gruselige Geschichte lassen unentwickeltes Potential erahnen.“)